# Артамонов, Вадим (футболист)
Вадим Артамонов (28 июня 1972) — белорусский футболист, полузащитник.

## Биография
Начинал заниматься футболом в минской школе «Трактор» у тренера Михаила Коноваленко, в восьмом классе перешёл в МУОР к тренеру Юрию Антоновичу Пышнику. В 1989 году был приглашён в минское «Динамо», но в течение трёх лет играл только за дубль. Бронзовый призёр первенства дублёров 1991 года.
После распада СССР в составе «Динамо-2» провёл один сезон в первой лиге Беларуси и стал её победителем. С лета 1992 года со своим клубом играл в высшей лиге, клуб обрёл самостоятельный статус и выступал под названиями «Беларусь» и «Динамо-93». Серебряный (1993/94) и бронзовый призёр (1992/93, 1994/95, 1995) чемпионата Беларуси. Финалист Кубка Содружества 1993 года. Всего за шесть сезонов в клубе провёл более 150 матчей. Играл за «Динамо-93» до его расформирования в ходе сезона 1998 года.
В середине 1998 года по приглашению бывшего тренера «Динамо-93» Ивана Щёкина перешёл в «Шахтёр» (Солигорск), где провёл два с половиной сезона. Но после отставки Щёкина новый тренер постепенно отодвинул из состава пришедших из Минска игроков. В конце карьеры провёл три сезона в клубе второй лиги «Барановичи», но футбол уже не был основной работой.
Всего в высшей лиге Беларуси сыграл 168 матчей и забил 9 голов.
После окончания спортивной карьеры работал на строительном рынке в Минске.
Женат, есть сын.

## Достижения
- Серебряный призёр чемпионата Беларуси: 1993/94
- Бронзовый призёр чемпионата Беларуси: 1992/93, 1994/95, 1995